# (10044) Squyres
(10044) Squyres est un astéroïde de la ceinture principale.

## Description
(10044) Squyres est un astéroïde de la ceinture principale. Il fut découvert le 15 septembre 1985 à l'Observatoire Palomar par Carolyn S. Shoemaker et Eugene M. Shoemaker. Il présente une orbite caractérisée par un demi-grand axe de 2,56 UA, une excentricité de 0,33 et une inclinaison de 16,5° par rapport à l'écliptique. Il a été nommé d'après l'astronome américain Steven W. Squyres.

## Compléments